# Klinčići
Klinčići (en cyrillique : Клинчићи) est un village de Bosnie-Herzégovine. Il est situé dans la municipalité d'Olovo, dans le canton de Zenica-Doboj et dans la fédération de Bosnie-et-Herzégovine. Selon les premiers résultats du recensement bosnien de 2013, il compte 440 habitants.

## Histoire
Sur le territoire du village se trouve un pont connu sous le nom de « pont romain », dont l'origine remonte peut-être à l'Antiquité ; il est inscrit sur la liste des monuments nationaux de Bosnie-Herzégovine.
Dans le hameau de Musići, situé sur le territoire de Klinčići, la nécropole de Mramor abrite notamment 80 stećci, un type particulier de tombes médiévales ; cet ensemble constitue lui aussi un monument national et il fait parallèlement partie des 22 sites avec des stećci proposés par le pays pour une inscription au patrimoine mondial de l'UNESCO.

## Démographie

### Évolution historique de la population
| 1948 | 1953 | 1961 | 1971 | 1981 | 1991 | 2013 |
| ---- | ---- | ---- | ---- | ---- | ---- | ---- |
| -    | -    | 454  | 528  | 564  | 524  | 440  |

|  |